# Museo nazionale ferroviario (India)
Il museo nazionale ferroviario indiano (in hindī राष्ट्रीय रेल संग्रहालय, Rāṣṭrīya Rēla Saṅgrahālaya; in inglese National Rail Museum) di Chanakyapuri, Nuova Delhi, ha per tema la storia del trasporto ferroviario in India. Inaugurato il 1° febbraio 1977, si estende su un'area di oltre 4,4 ettari (11 acri). Lo spazio museale al chiuso include un edificio a pianta ottagonale che ospita sei gallerie espositive; il vasto spazio all'aperta è disposto in modo da simulare l'atmosfera di uno scalo ferroviario.
Il museo accoglie ogni anno mezzo milione di visitatori.

## Storia
Un museo dei trasporti fu proposto per la prima volta nel 1962, su consiglio del feramatore Michael Graham Satow. La proposta prese concretamente forma nel 1970 e il 7 ottobre del 1971 la prima pietra fu posata presso quello che è l'attuale sito museale a Chanakyapuri, Nuova Delhi, dall'allora presidente dell'India V. V. Giri. Il museo fu inaugurato nel 1977 come Rail Transport Museum da Kamalapati Tripathi, ministro dei trasporti pubblici.
Originariamente il museo avrebbe dovuto essere parte di un percorso museale più vasto che coprisse la storia delle ferrovie, delle strade, delle vie aeree e delle vie navigabili in India; tuttavia, il progetto venne poi abbandato e nel 1995 lo spazio espositivo acquisì definitivamente il nome di National Rail Museum (Museo nazionale ferroviario).

## Strutture
Il museo dispone di un auditorium, con una capienza di 200 persone.
Il ristorante The Rails situato nel museo si trova all'interno d'una replica della cupola dell'edificio principale della Stazione Chatrapatī Śivājī di Mumbai, patrimonio UNESCO. Il ristorante illustra la nascita delle ferrovie indiane, avvenuta grazie all'unificazione di 42 compagnie ferroviarie indipendenti detenute dagli stati principeschi dell'India e dalla Compagnia britannica delle Indie orientali. Il maragià di Gwalior possedeva un modellino in argento del treno, che correva lungo il tavolo dei banchetti per servire il cibo agli ospiti reali. Il ristorante riproduce questa tradizione intrattenendo i visitatori con una locomotiva a vapore all'interno del locale, un'idea riprodotta anche in film bollywoodiani, e portando il cibo ai tavoli, che prendono il nome dalle stazioni storiche del Paese.
Il museo ospita un proprio negozio di souvenir, che vende  modelli in piccola scala di materiale rotabile, libri, abbigliamento, cornici, stampe ecc.

## Collezioni

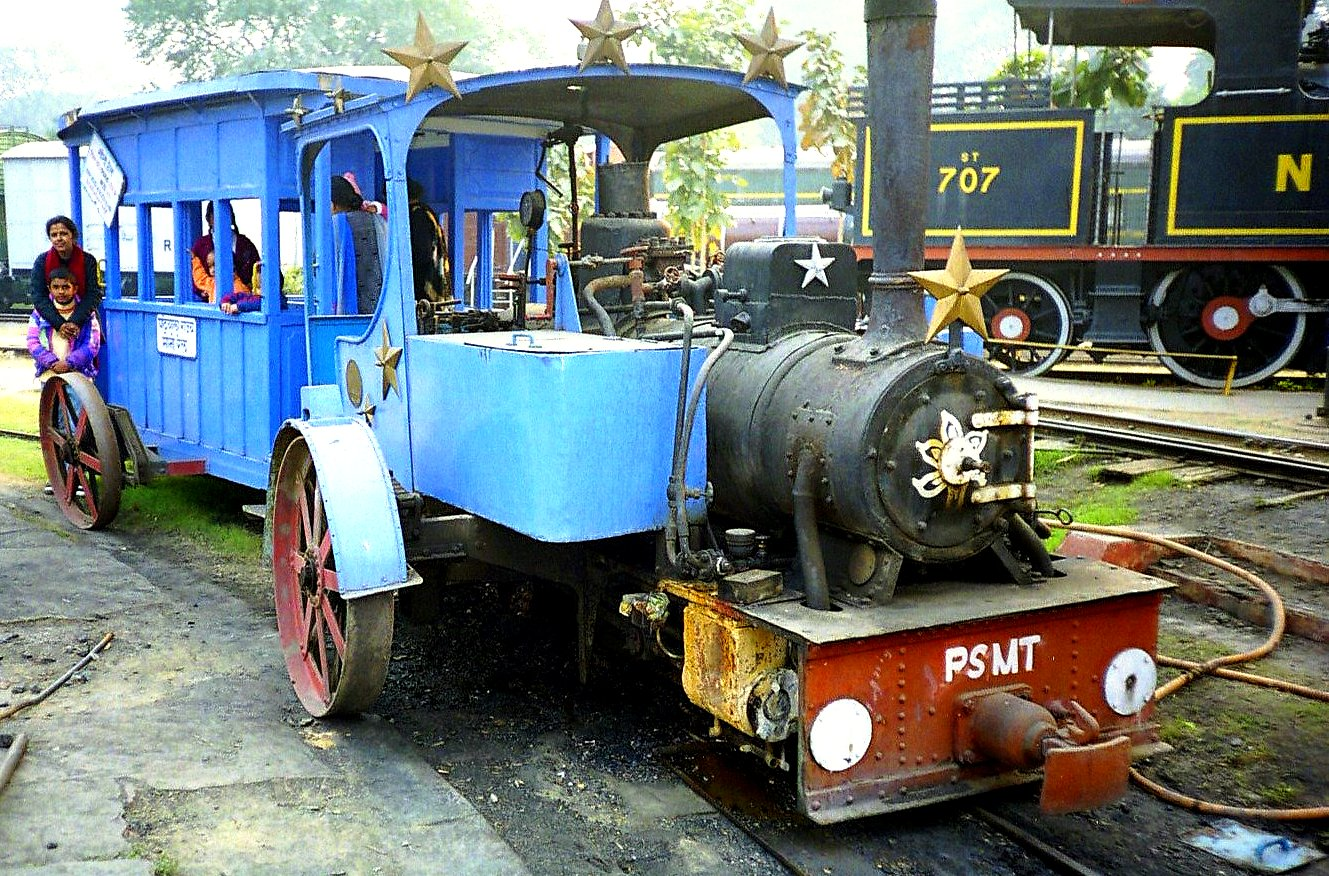
Monorotaia statale di Patiala

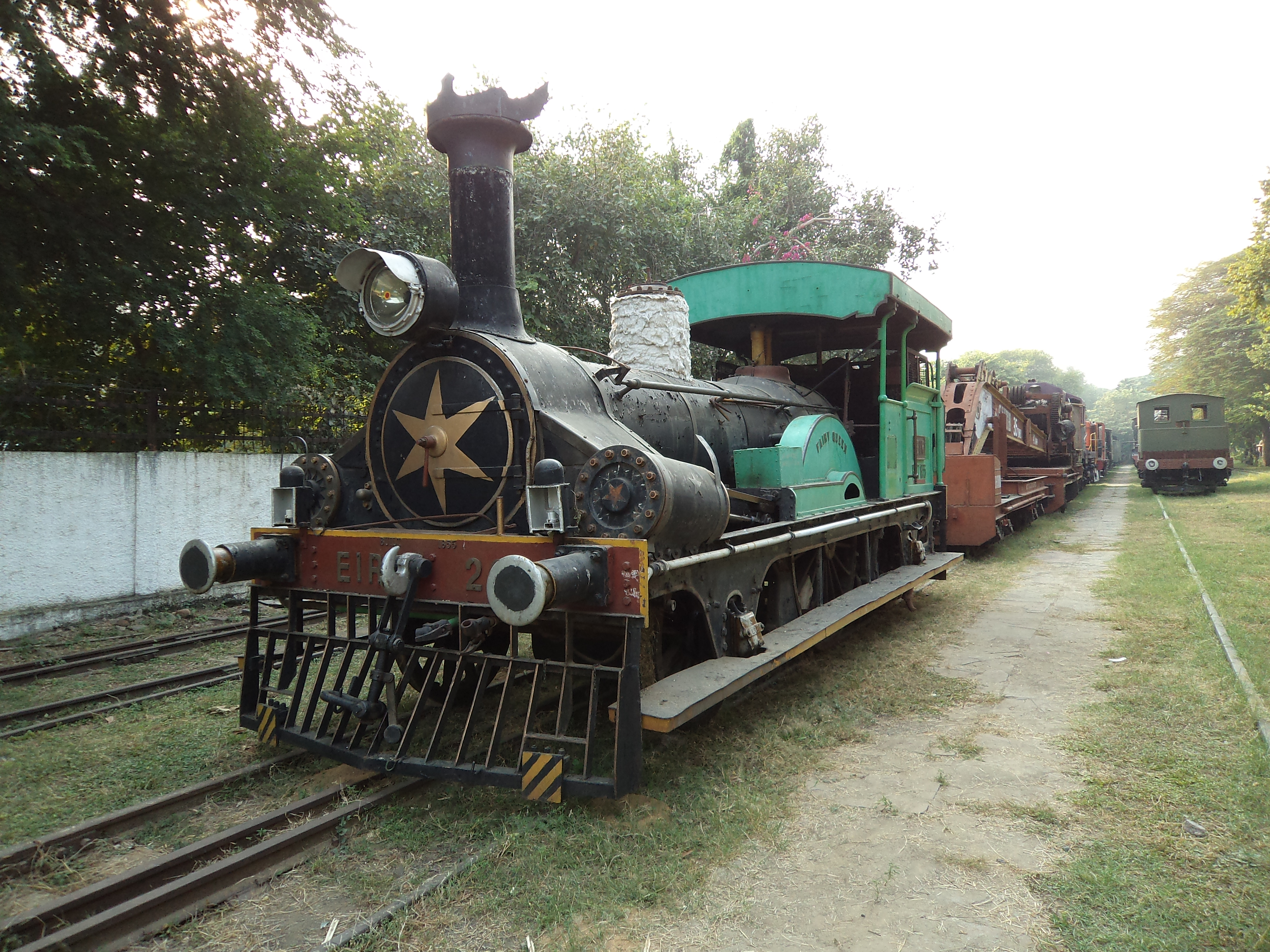
Locomotiva a vapore Fairy Queen.

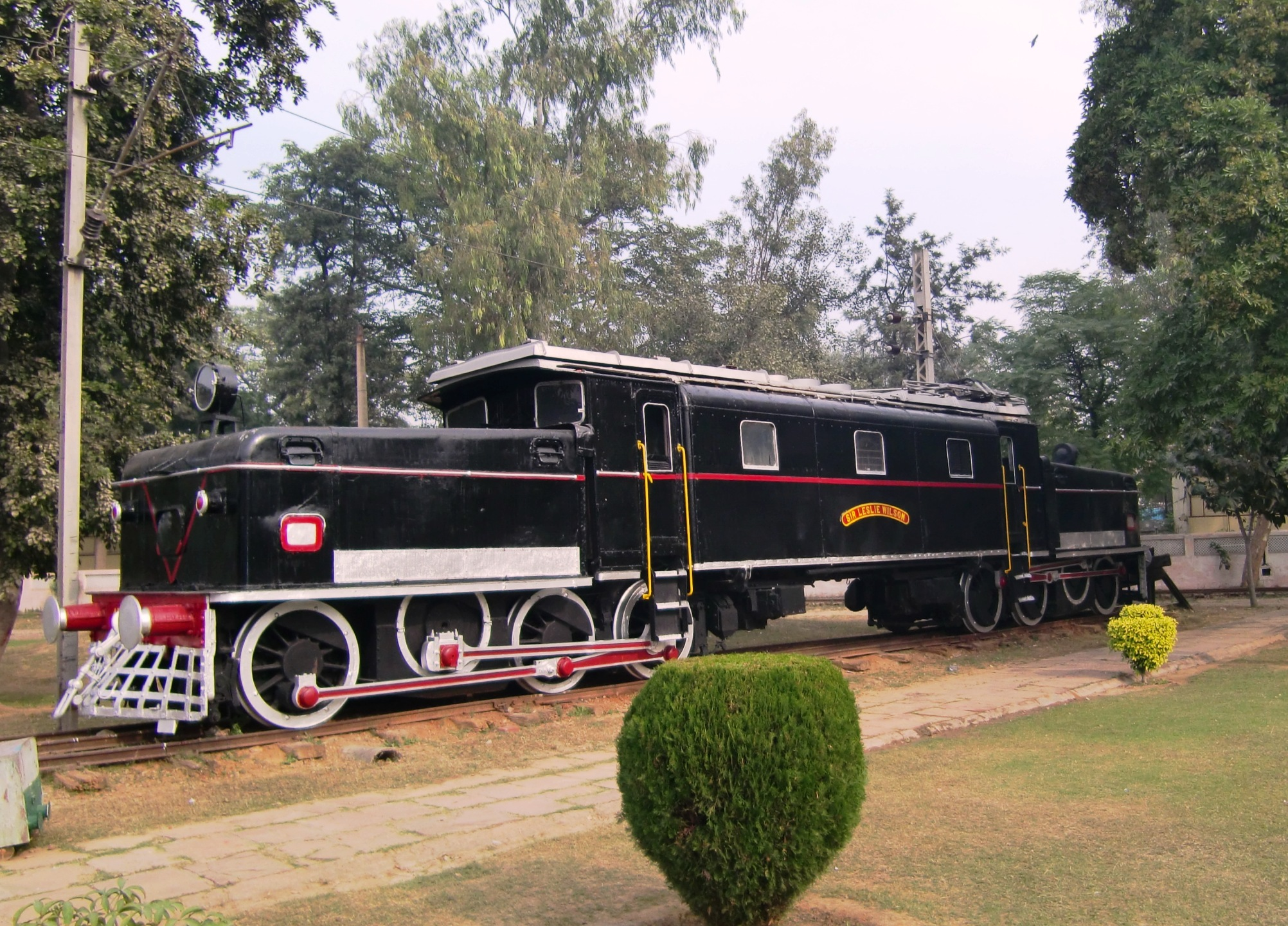
Locomotiva elettrica 4502 Sir Leslie Wilson

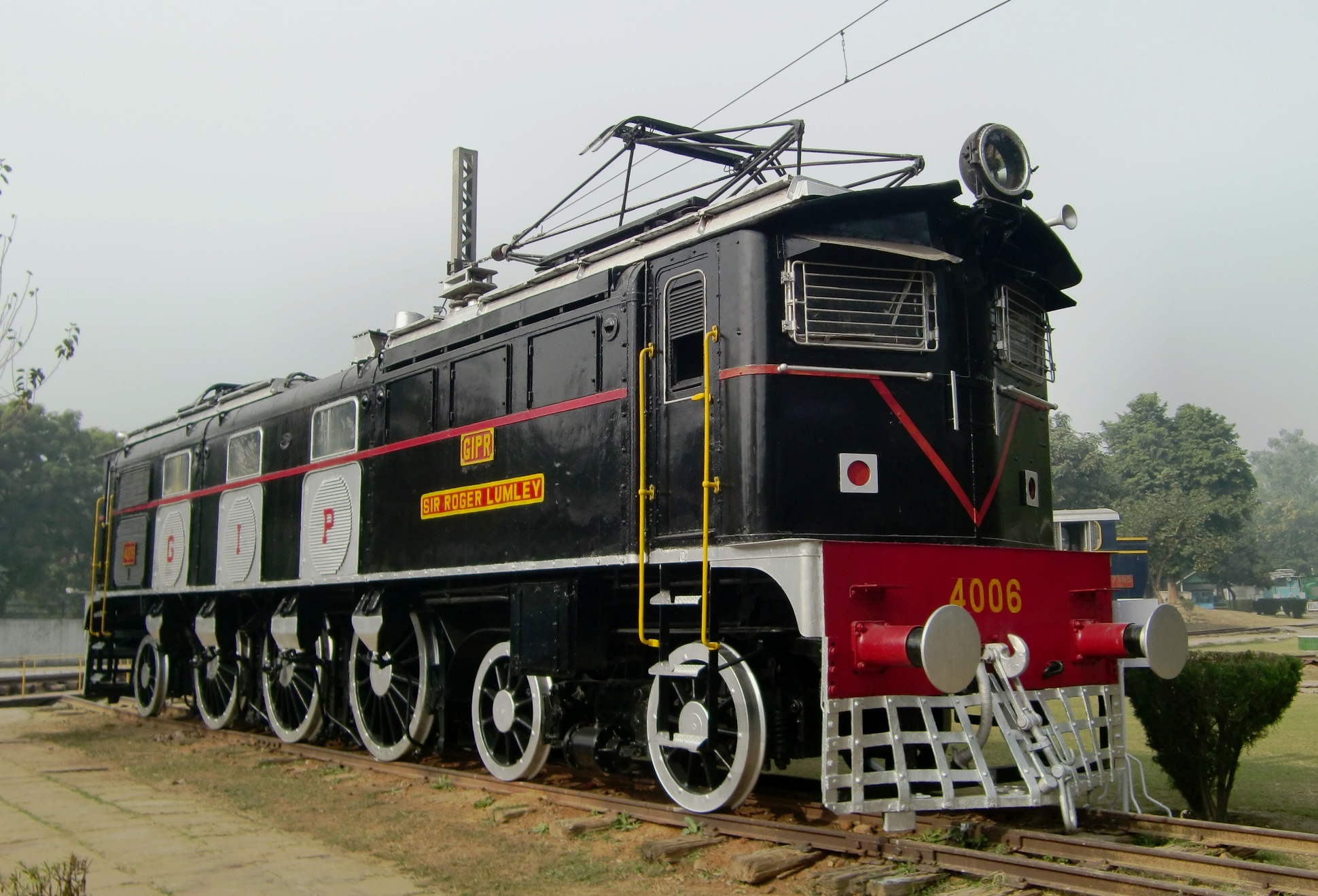
Locomotiva elettrica 4006 Sir Roger Lumley

### Locomotive
La Patiala State Monorail Trainways è una monorotaia a vapore costruita nel 1907. Il treno si basa sul sistema Ewing e collegava l'insediamento di Bassi con la città di Sirhind-Fatehgarh, a circa 9,7 km (6 mi) di distanza. Questo sistema ferroviario era costituito da un singolo binario su cui scorreva la ruota portante, mentre grandi ruote di ferro su entrambi i lati mantenevano il treno in posizione verticale. Il treno fu realizzato dalla Orenstein & Koppel di Berlino e venne dismesso nell'ottobre del 1927, quando la linea fu cessata. La locomotiva e il vagone d'ispezione del capo macchinista rimasero nello sfasciacarrozze della ferrovia, dove furono scoperti e recuperati dallo storico ferroviario Mike Satow nel 1962. Uno dei motori è stato riportato alle condizioni di pieno funzionamento dalle Northern Railway Workshops di Amritsar.
- La Fairy Queen è la locomotiva a vapore più antica al mondo ancora in servizio. È rimessa in funzione più volte all'anno in occasione di rievocazioni storiche.[11]

- La locomotiva elettrica 4502 Sir Leslie Wilson deve il suo nome a un governatore di Bombay.[12] Questa locomotiva WCG-1 del 1928[12] apparteneva alla Great Indian Peninsular Railway (attualmente "Central Railway").[senza fonte] Si tratta di uno dei modelli della prima generazione di locomotive indiane a 1500 V a corrente continua,[12] note come khaki (in hindī ख़ाकी, "granchio") perché emettevano uno strano lamento quand'erano ferme, mentre quand'erano in movimento il meccanismo emetteva un insolito fruscio.[senza fonte] Tra le sue caratteristiche c'era il telaio articolato, che la rendeva ideale per l'impiego nei tratti più curvi dei monti Ghat.[12] La WCG-1 fu ritirata nel 1974, ma fino al 1992 trovava ancora impiego per operazioni di manovra presso la Stazione Chhatrapati Shivaji di Mumbai.[12]

- Locomotiva elettrica 4006 Sir Roger Lumley : questa locomotiva WCP-1 presenta una disposizione delle ruote tipica delle locomotive a vapore.[13] Fu costruita nel 1930 dalla Swiss Locomotive Works, mentre le apparecchiature elettriche furono fornite dalla britannica Metropolitan Vickers.[13] Si trattava di locomotive elettriche che operavano a meno di 1500 V in corrente continua, celebri per aver trainato la Bombay-Pune Deccan Queen Express nei suoi primi anni di servizio, subito dopo l'inaugurazione.[13] Un prototipo di questa locomotiva è esposto anche al Centro scientifico Nehru di Mumbai.[senza fonte]

- Locomotiva a vapore senza fuoco: locomotiva costruita nel 1953 che funzionava senza il fuoco normalmente richiesto per il funzionamento delle macchine a vapore. Invece di utilizzare il fuoco per creare vapore ad alta pressione, il vapore veniva pre-riempito nel recipiente a pressione da una caldaia statica.
- La locomotiva a vapore A885 HASANG, donazione della Coal India Limited[14]
- La locomotiva a vapore X37385[15] era impiegata per i treni diretti a Ooty.
- Betty Tramways (Fowler Diesel):[16] questa locomotiva circolava a Rajkot ed era di proprietà della Rajkot-Beti Tramways.
- Locomotiva DHR E-207[17]
- F1-734: la prima locomotiva costruita localmente in India[18]
- Locomotiva SMR 37302[19]
- Locomotiva BB&CI 162 M
- Locomotiva Sentinel[20]
- Locomotiva JR HP 31412[21]
- Locomotiva ferroviaria Bengal Nagpur RD 688[22]
- Locomotiva BNR Beyer Garatt: una locomotiva in servizio sulla Bengal Nagpur Railway, tra le locomotive più lunghe mai utilizzate in India.[23] Veniva impiegata nei tratti del Ghat ed era noto per la capacità di trasporto di carichi pesanti ad alta velocità, anche in salita. La locomotiva era articolata e quindi in grado di affrontare agevolmente anche le curve più ripide.[senza fonte]
- Locomotiva DHR B777[24]
- Locomotiva ER 775 CS[25]
- Locomotiva WR 594[26]
- Locomotiva BB&CI 31652

### Carrozze
- Carrozza del maragià di Indore.
- Vagone del maragià di Mysore: questo era il salone del maragià di Mysore.[27] La carrozza fu realizzata utilizzando teak, oro, avorio e altri materiali.[senza fonte]
- Carrozza-ristorante vicereale,[27] riservata al Viceré
- Gaekwar's Baroda State Railway Saloon: un vagone costruito per i Gaekwar dello stato di Baroda, nell'odierno Gujarat. Fu opera dell'officina Parel Locomotive Workshop di Bombay, della BB&CI Railway, negli anni '80 del XIX secolo.[28]
- Vagone del Principe di Galles,[27] una carrozza costruita per il Principe di Galles (in séguito re Edoardo VII) in occasione della sua visita in India.

## Galleria d'immagini

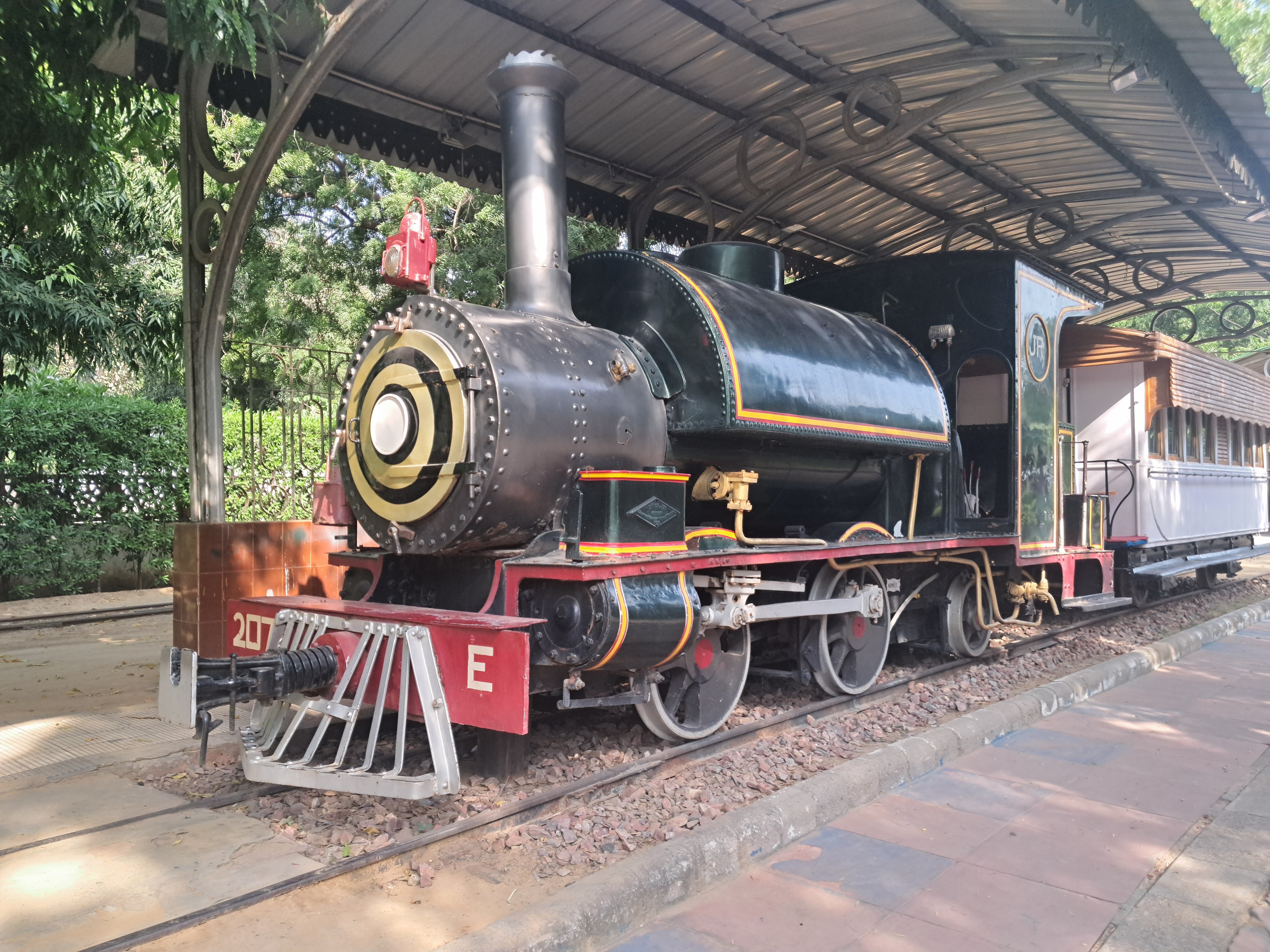
Locomotiva E-207.
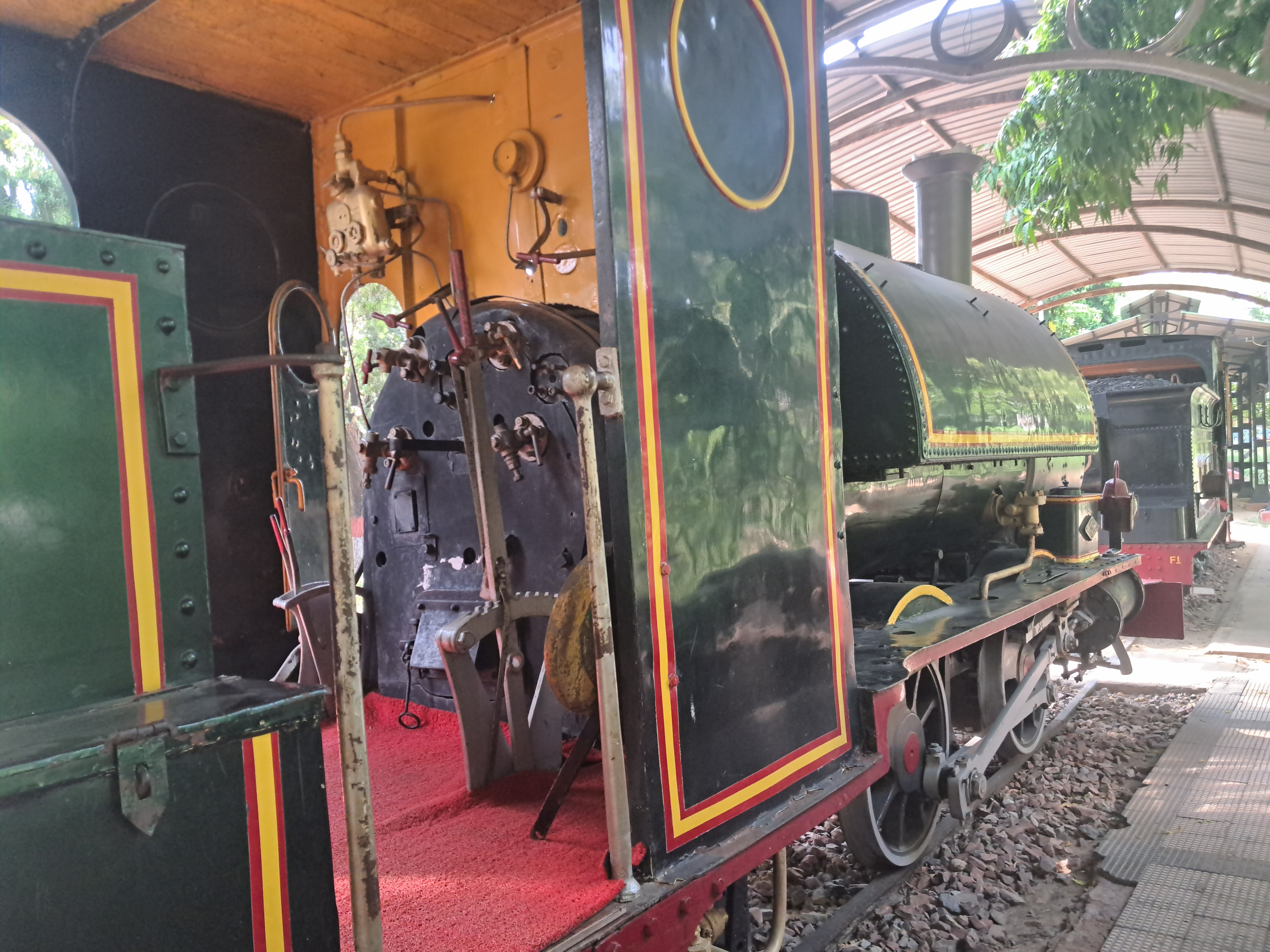
Interno della E-207
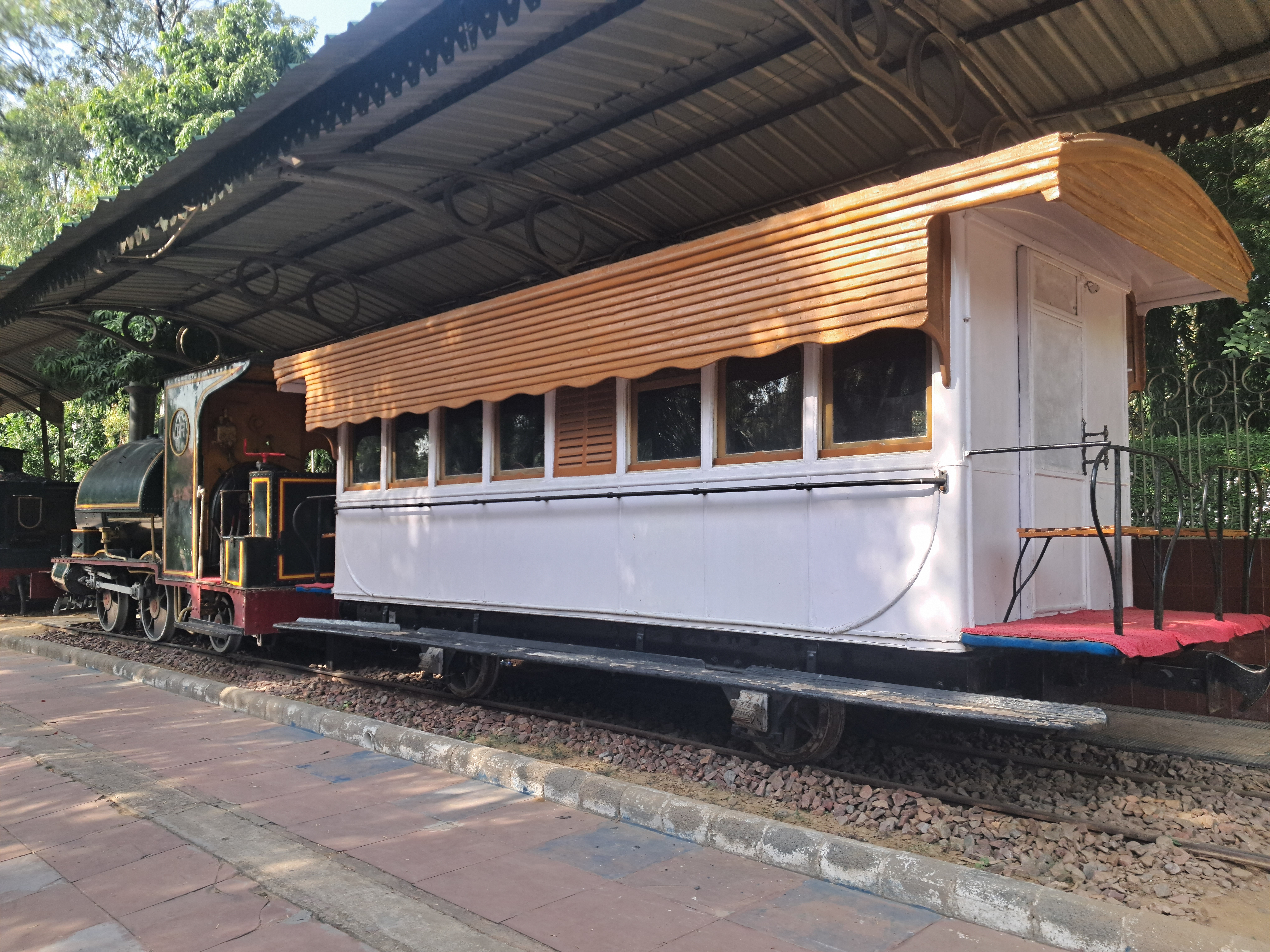
Il Salone del Principe di Galles
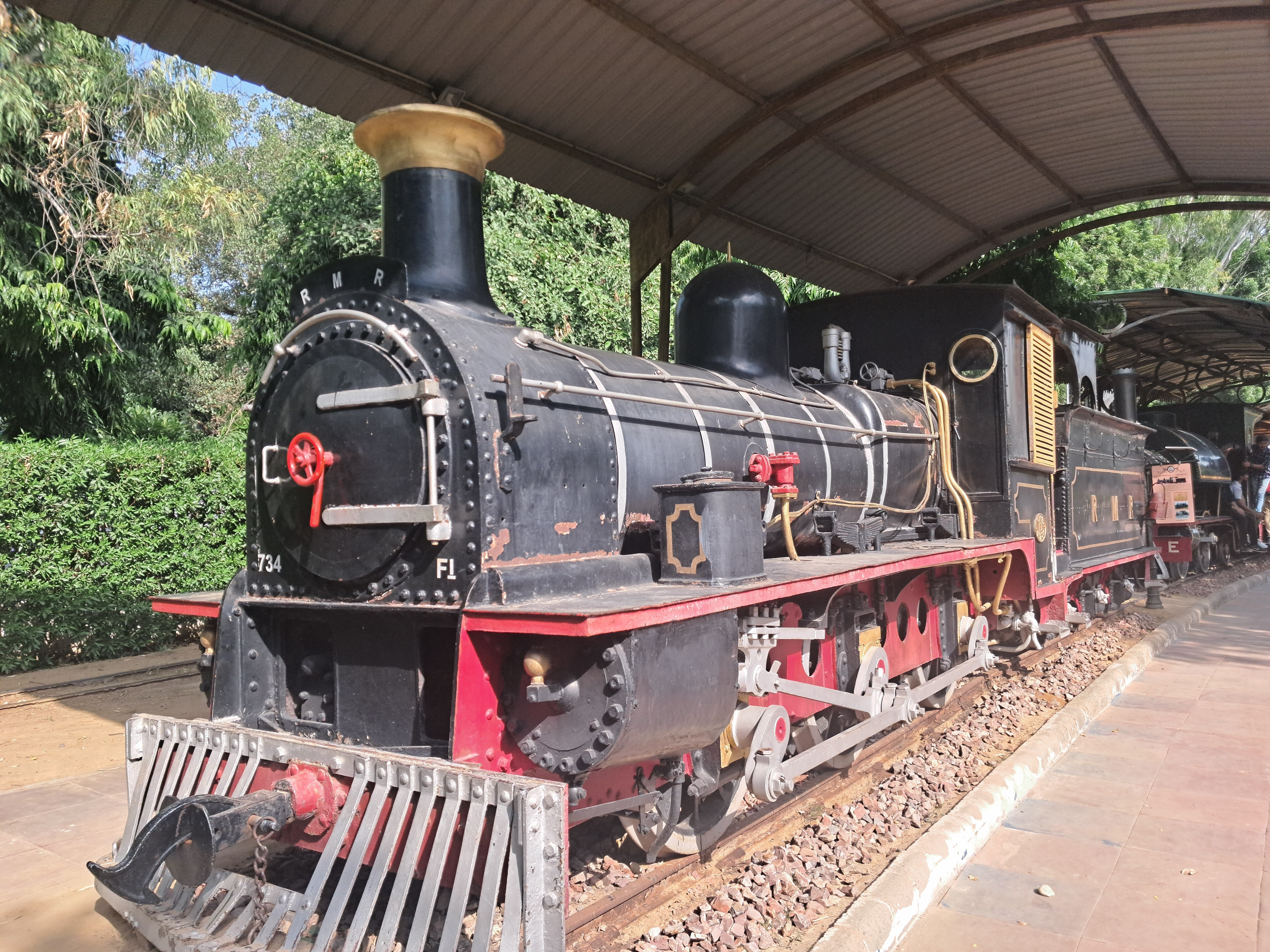
Locomotiva F1-734
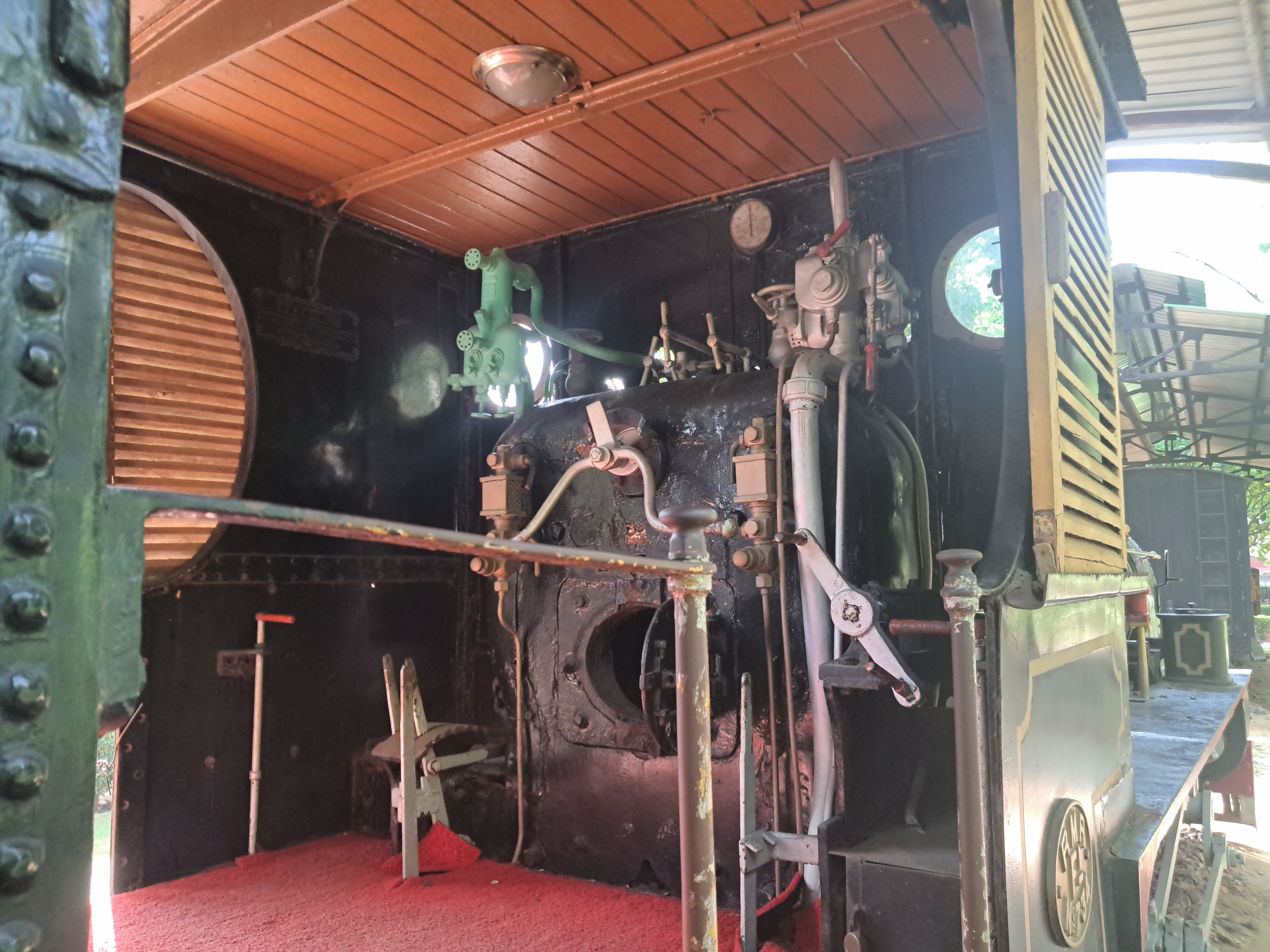
Interno della F1-734
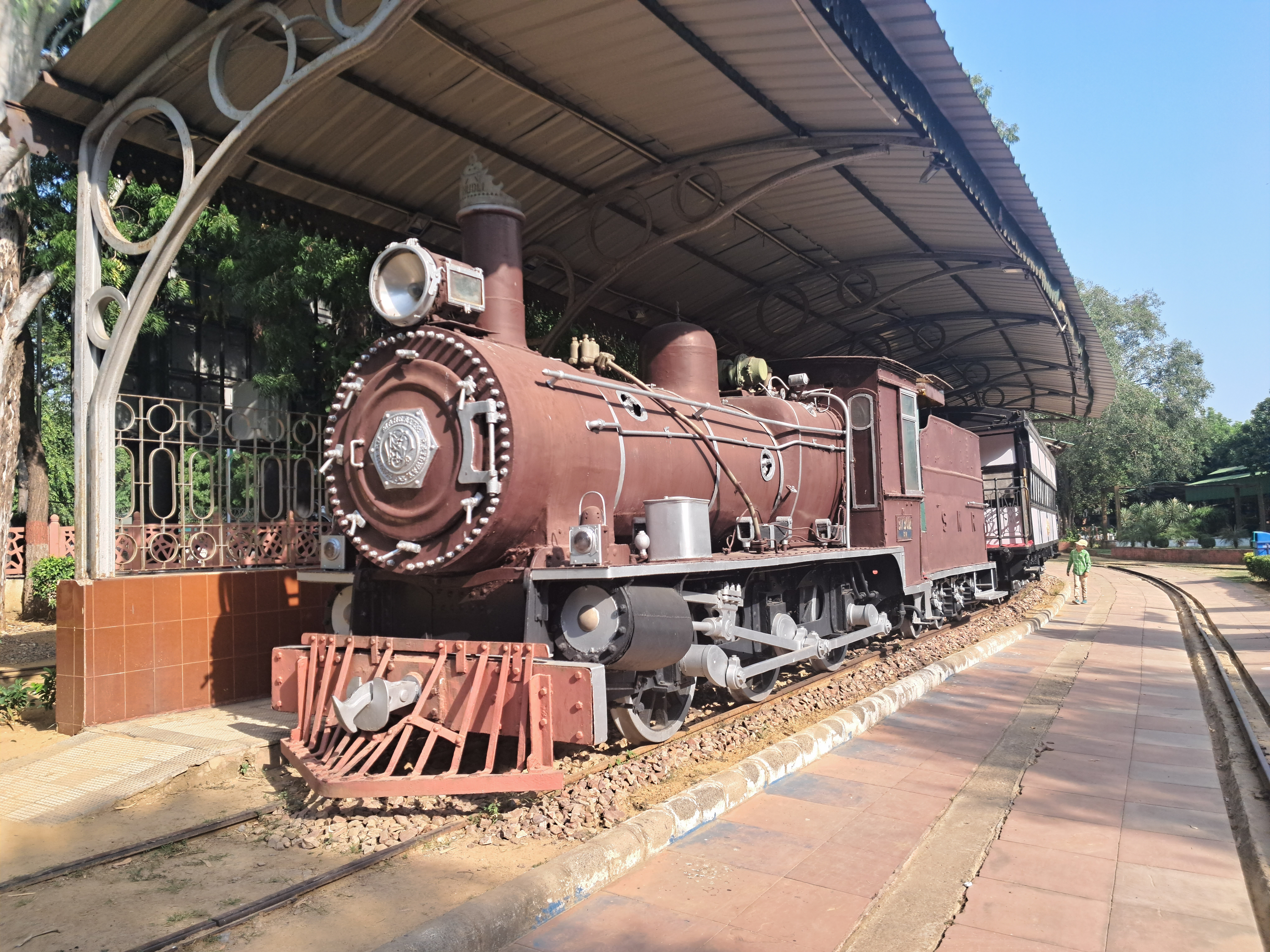
Locomotiva SMR n° 37302
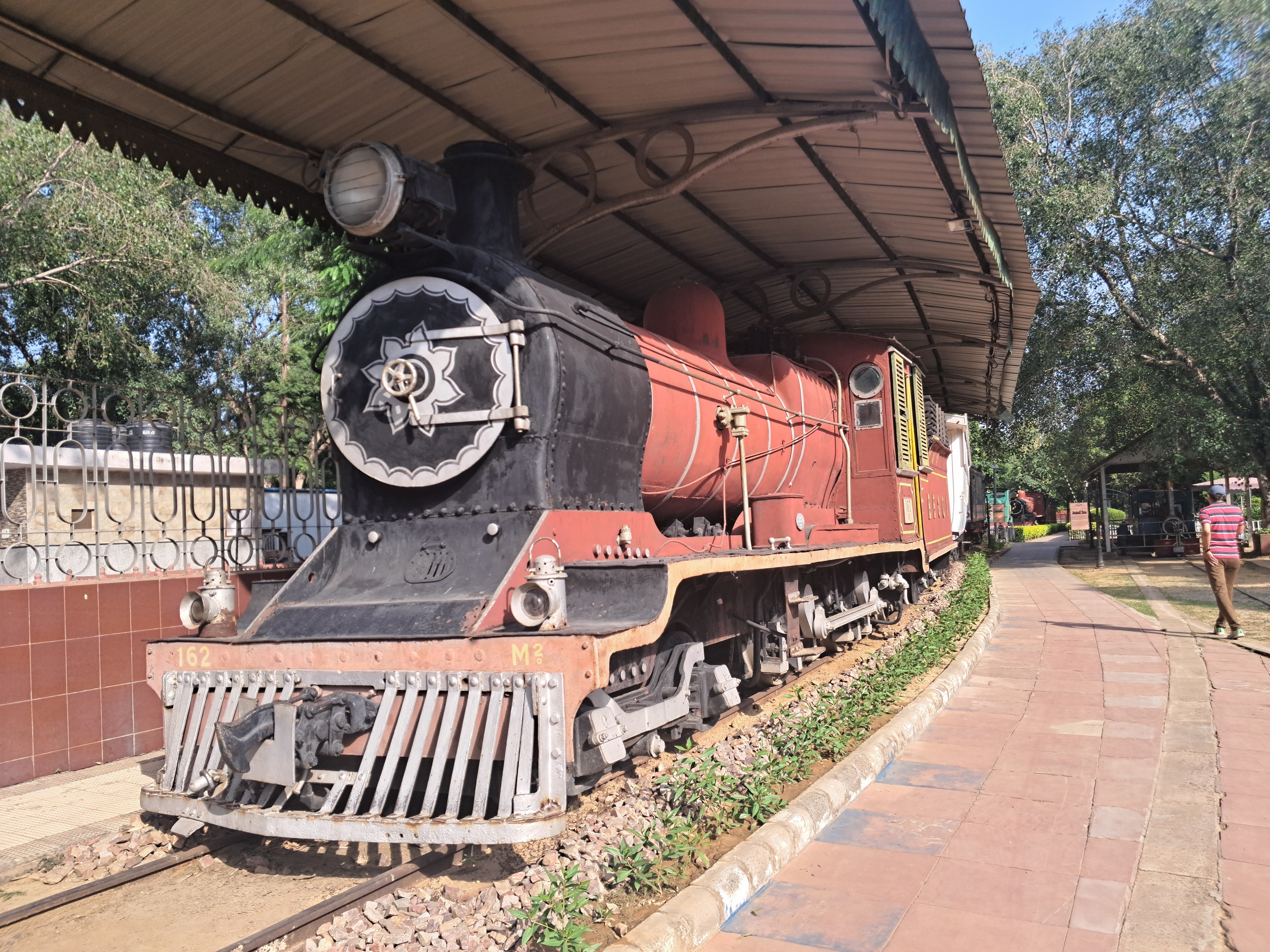
Locomotiva BB&CI n° M2 162
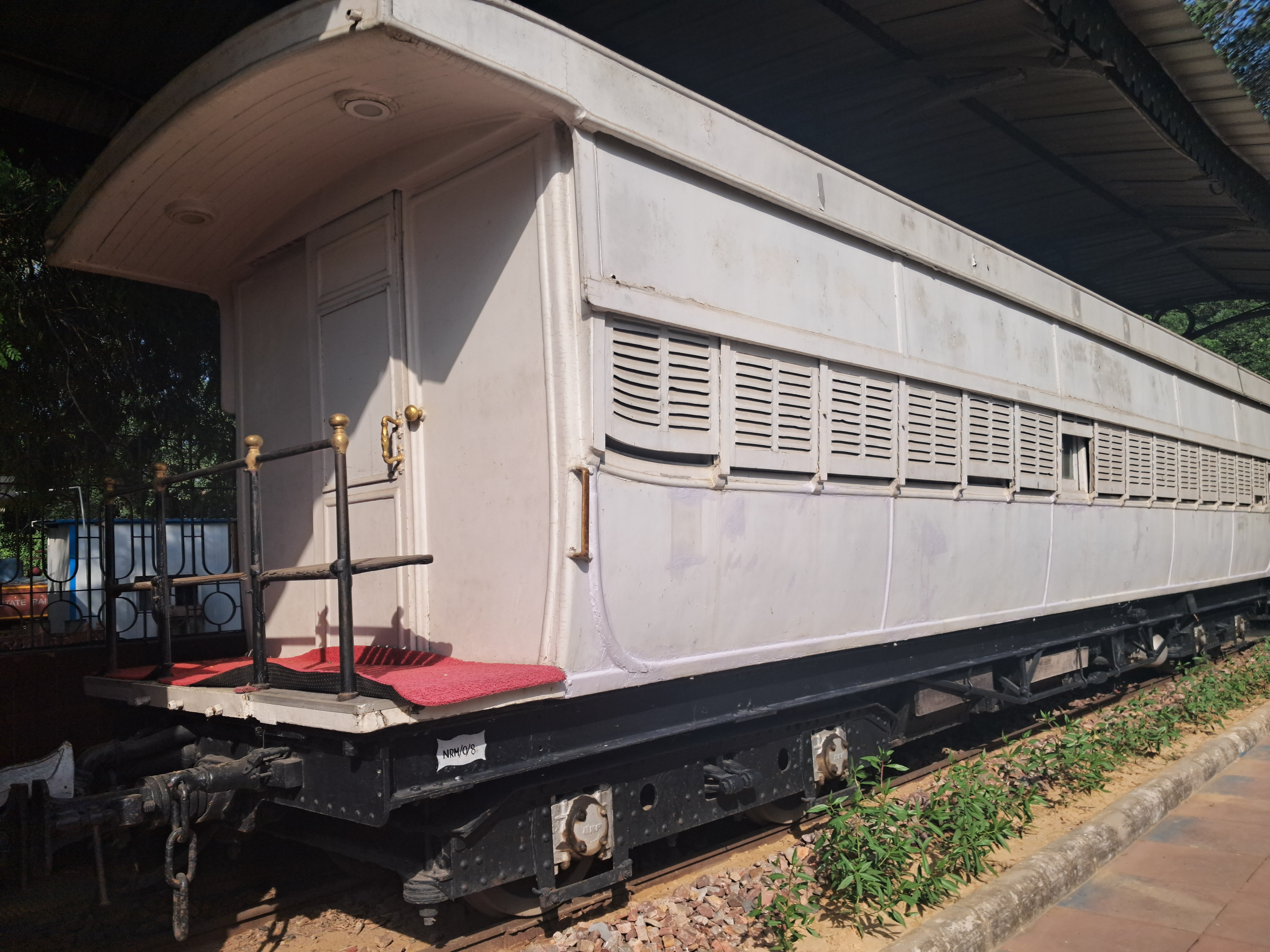
Vagone-ristorante vicereale
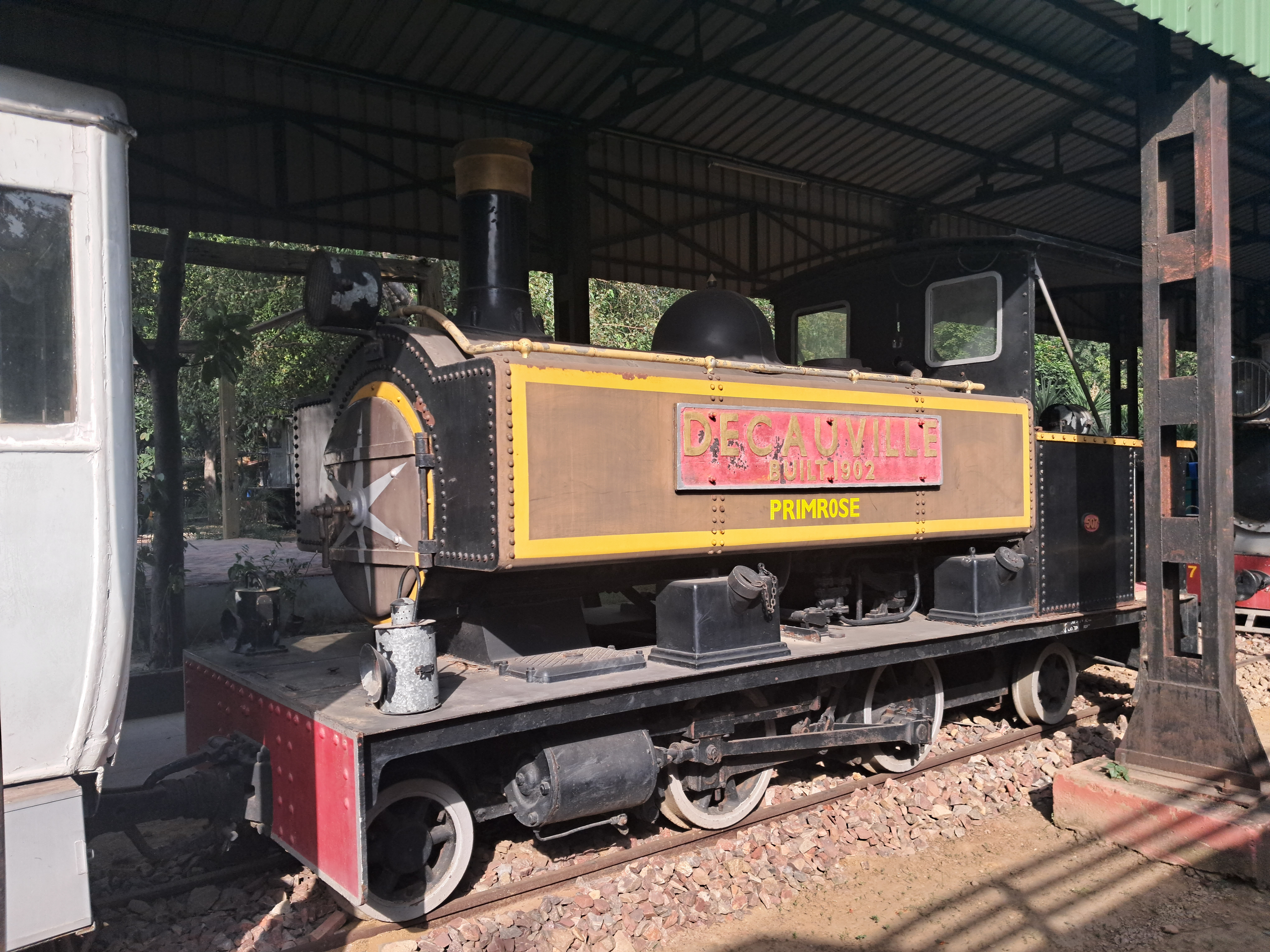
Locomotiva Decauville
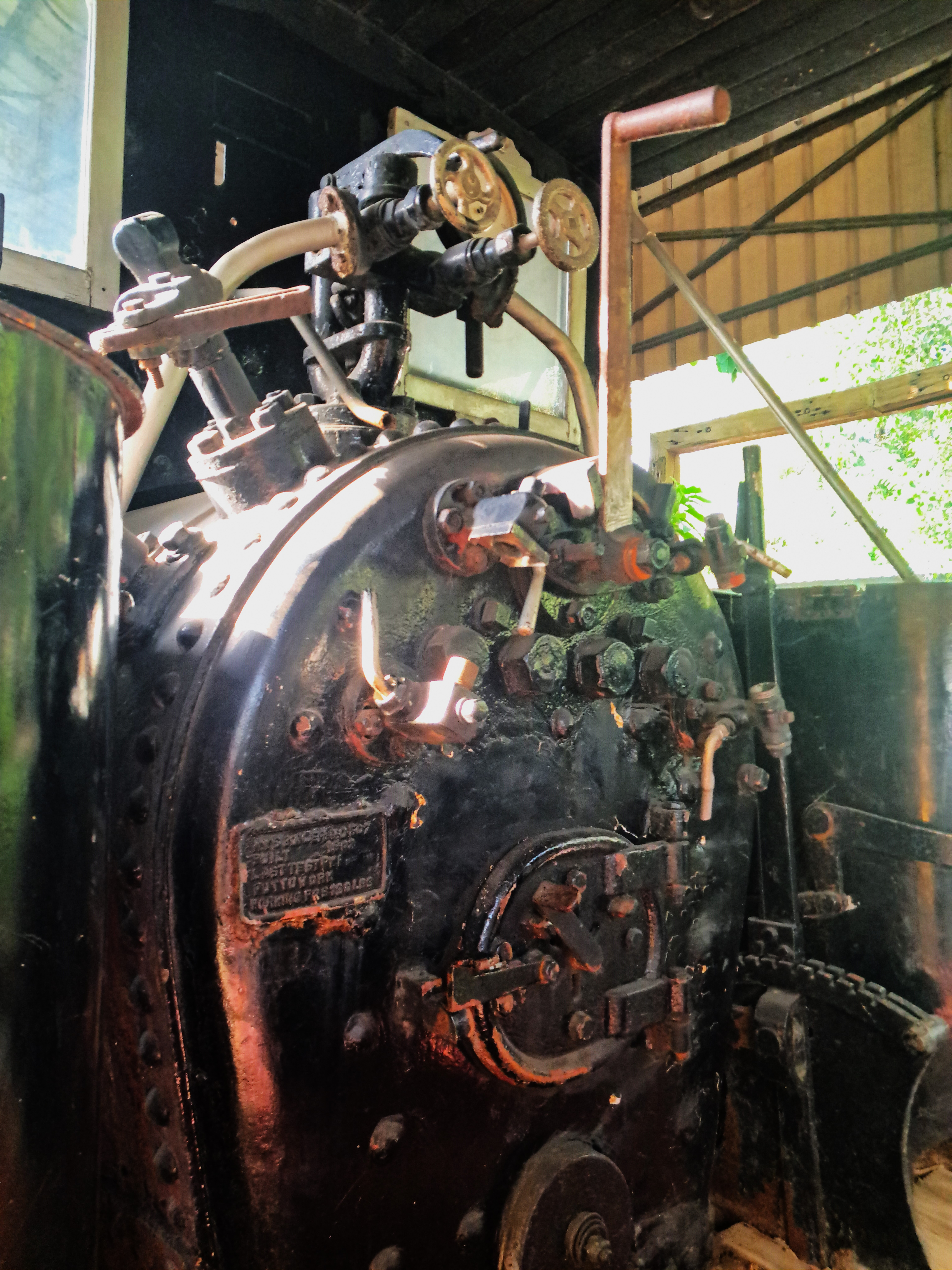
Interno della cabina della Locomotiva Decauville
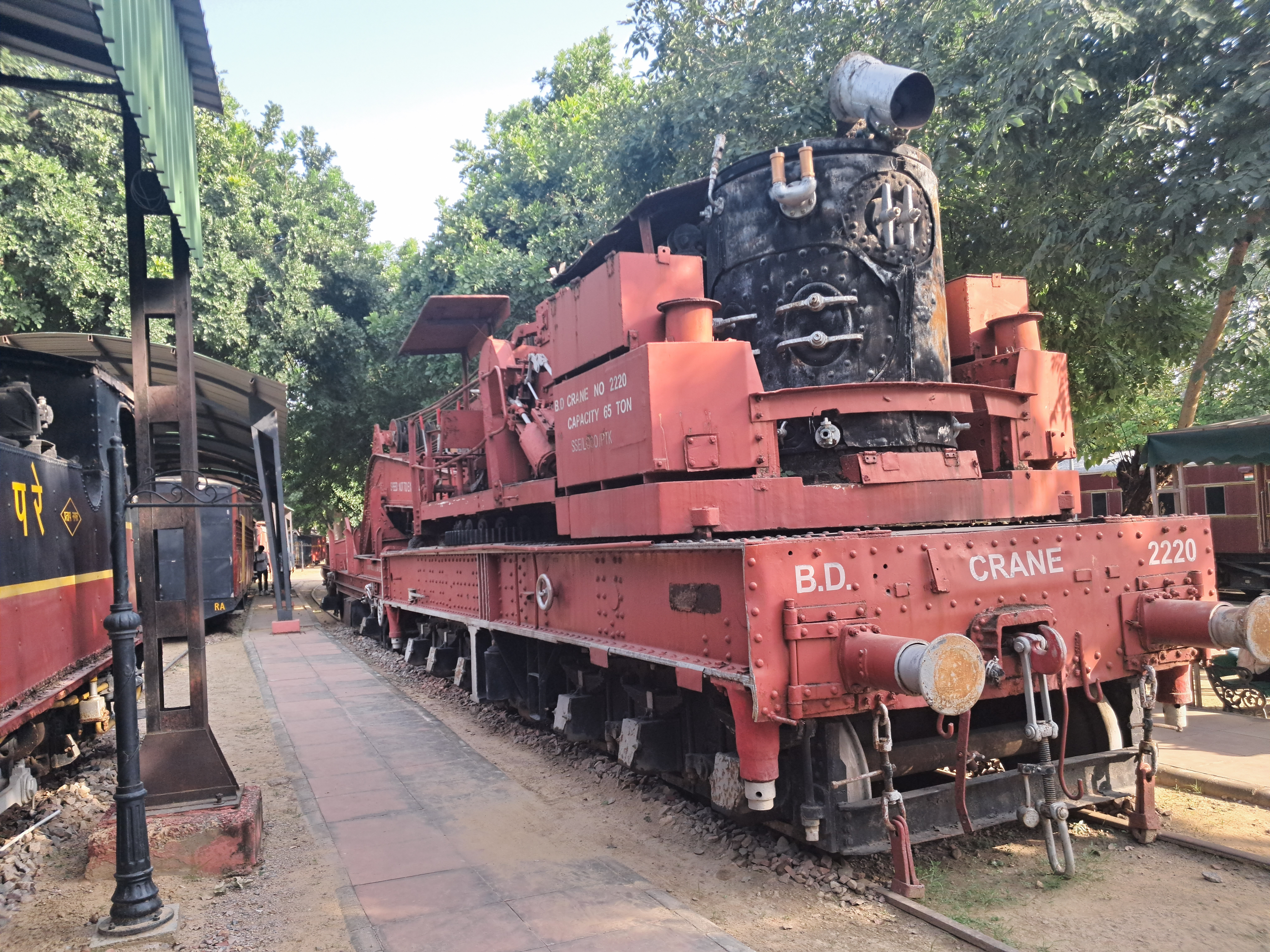
Gru da 65 tonnellate
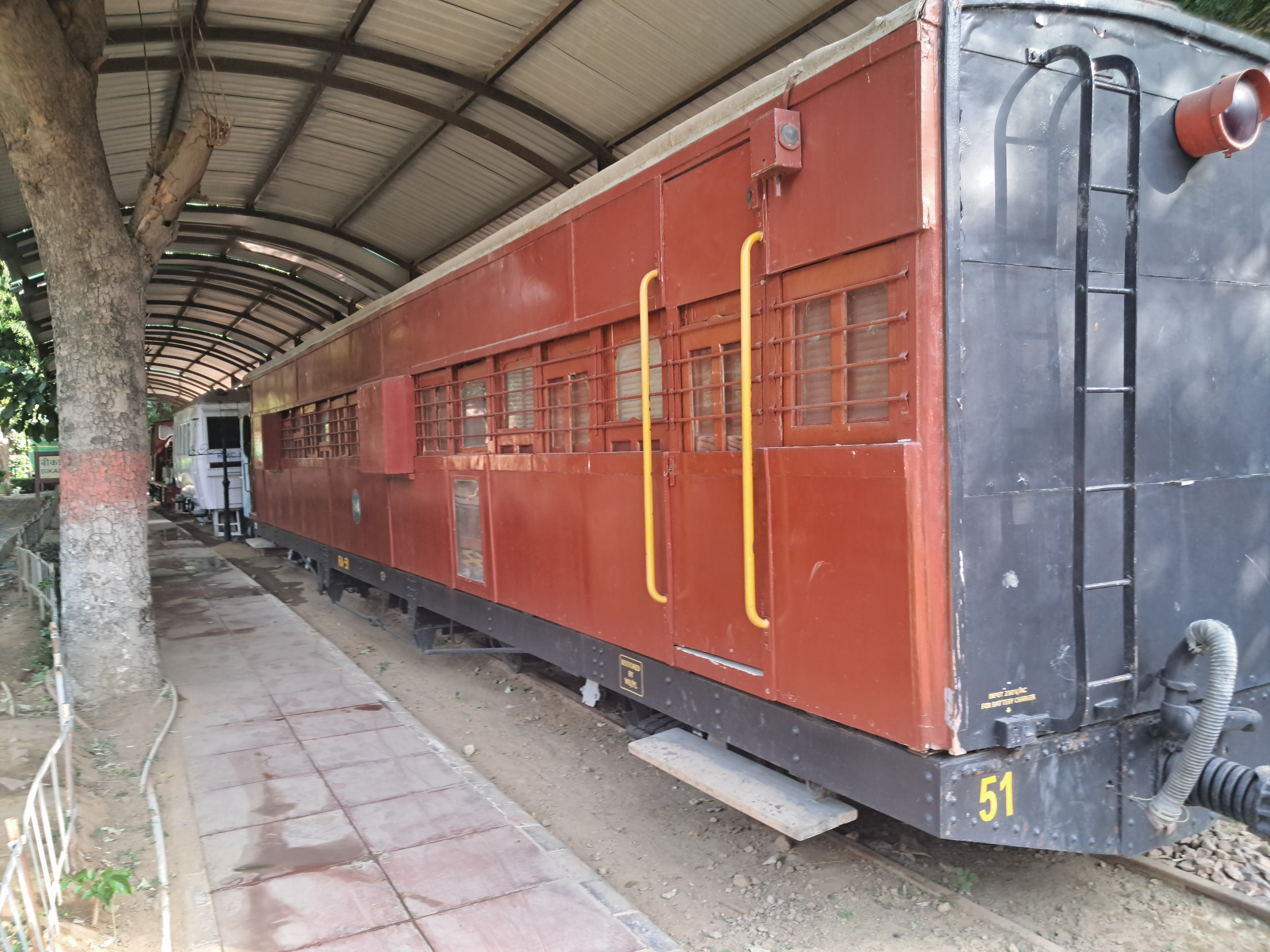
Carrozza della Ferrovia statale di Bhavnagar
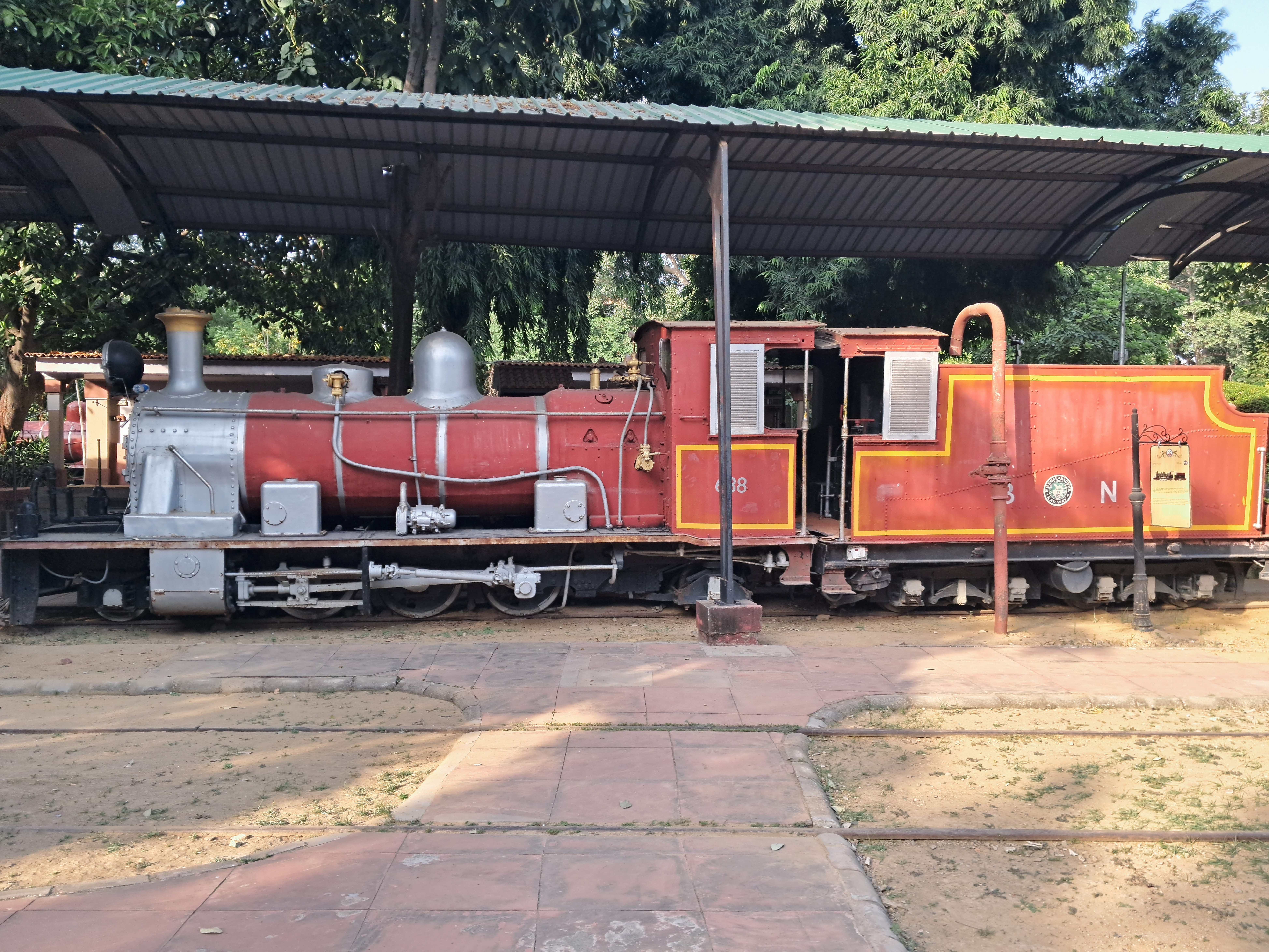
Locomotiva BNR n° Rd 688
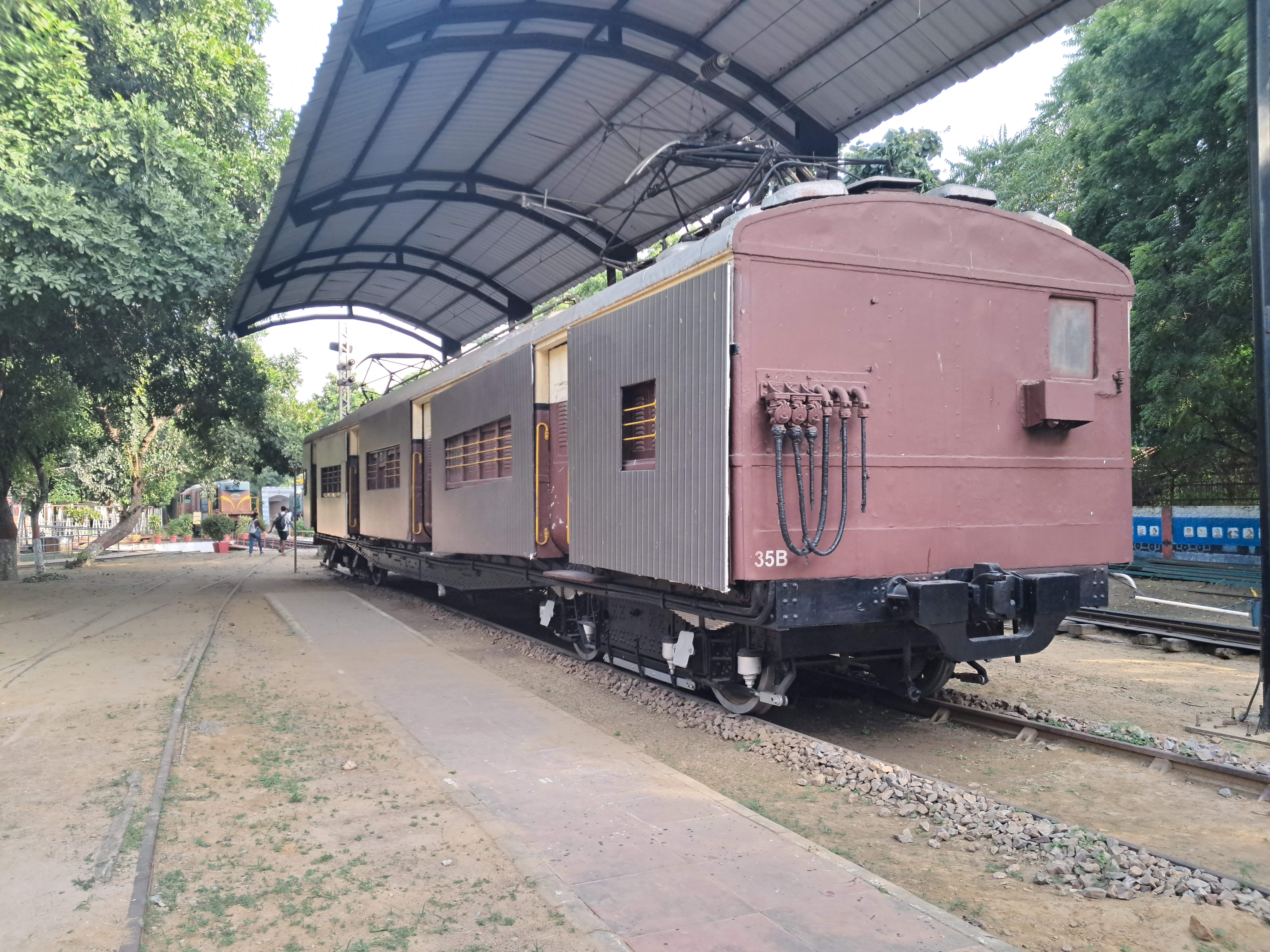
Carrozza EMU BB&CIR n° 35B
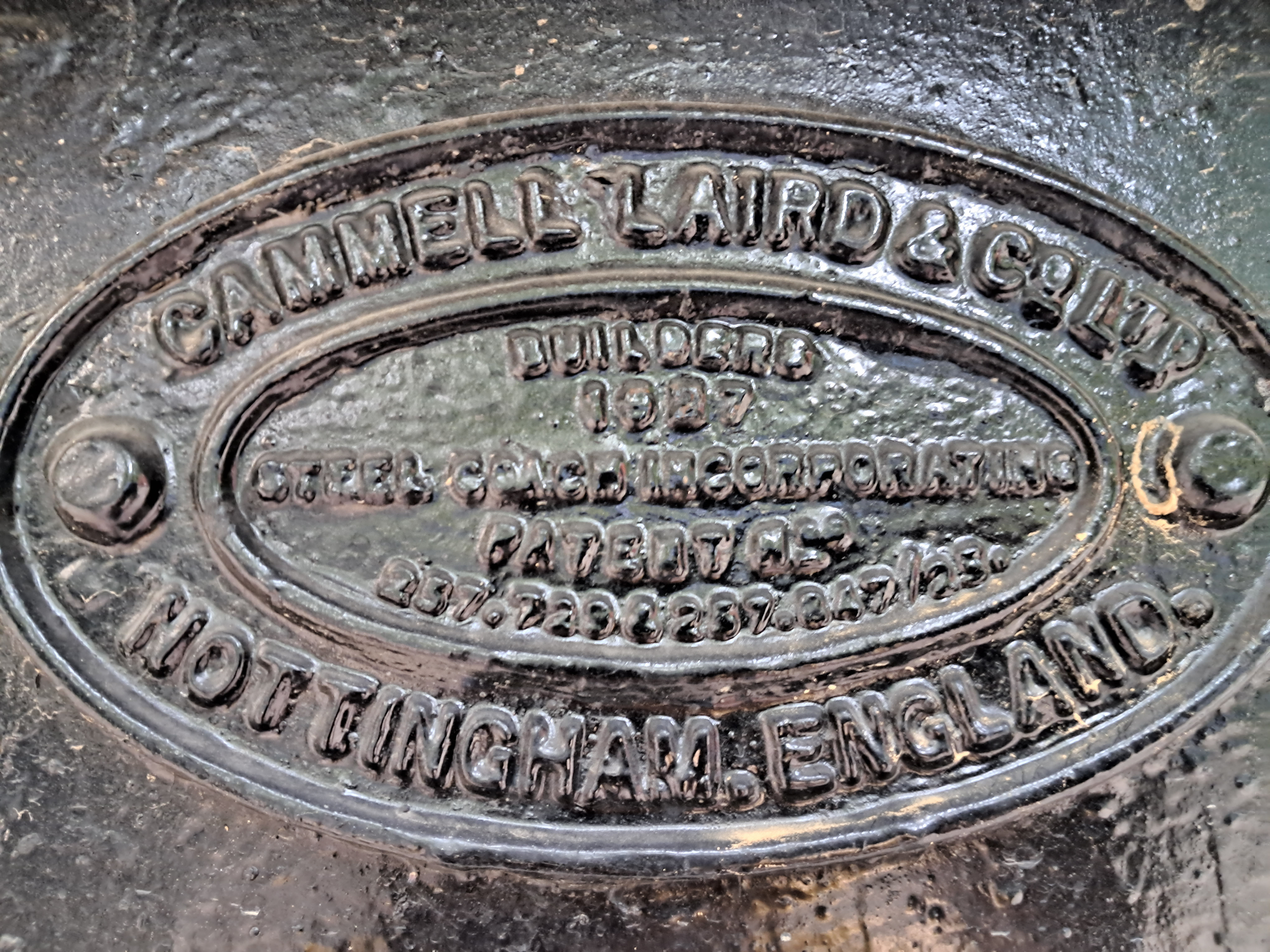
Placca della carrozza EMU BB&CI
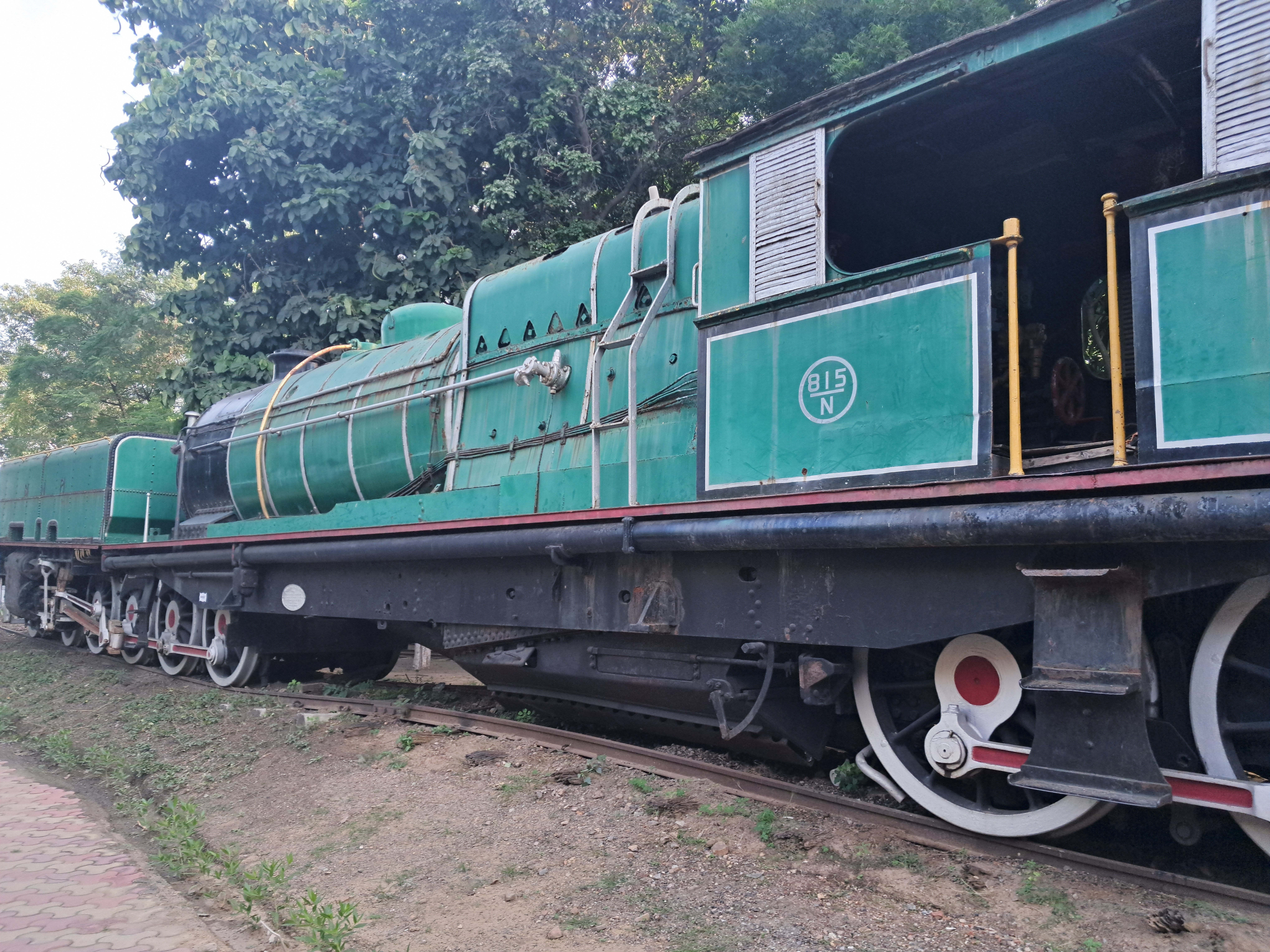
Locomotiva Beyer Garatt (vista centrale).
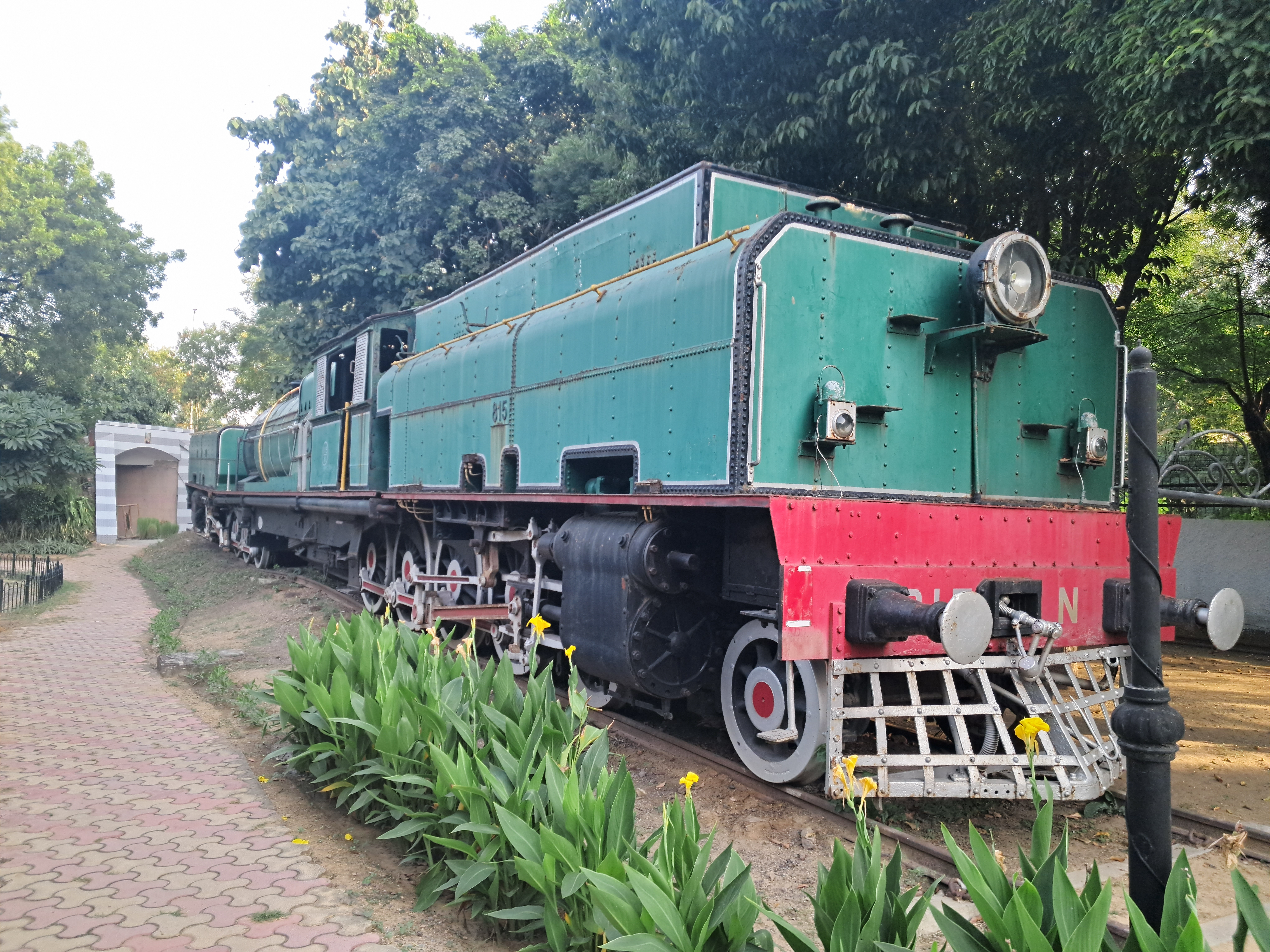
Beyer Garatt della BNR.
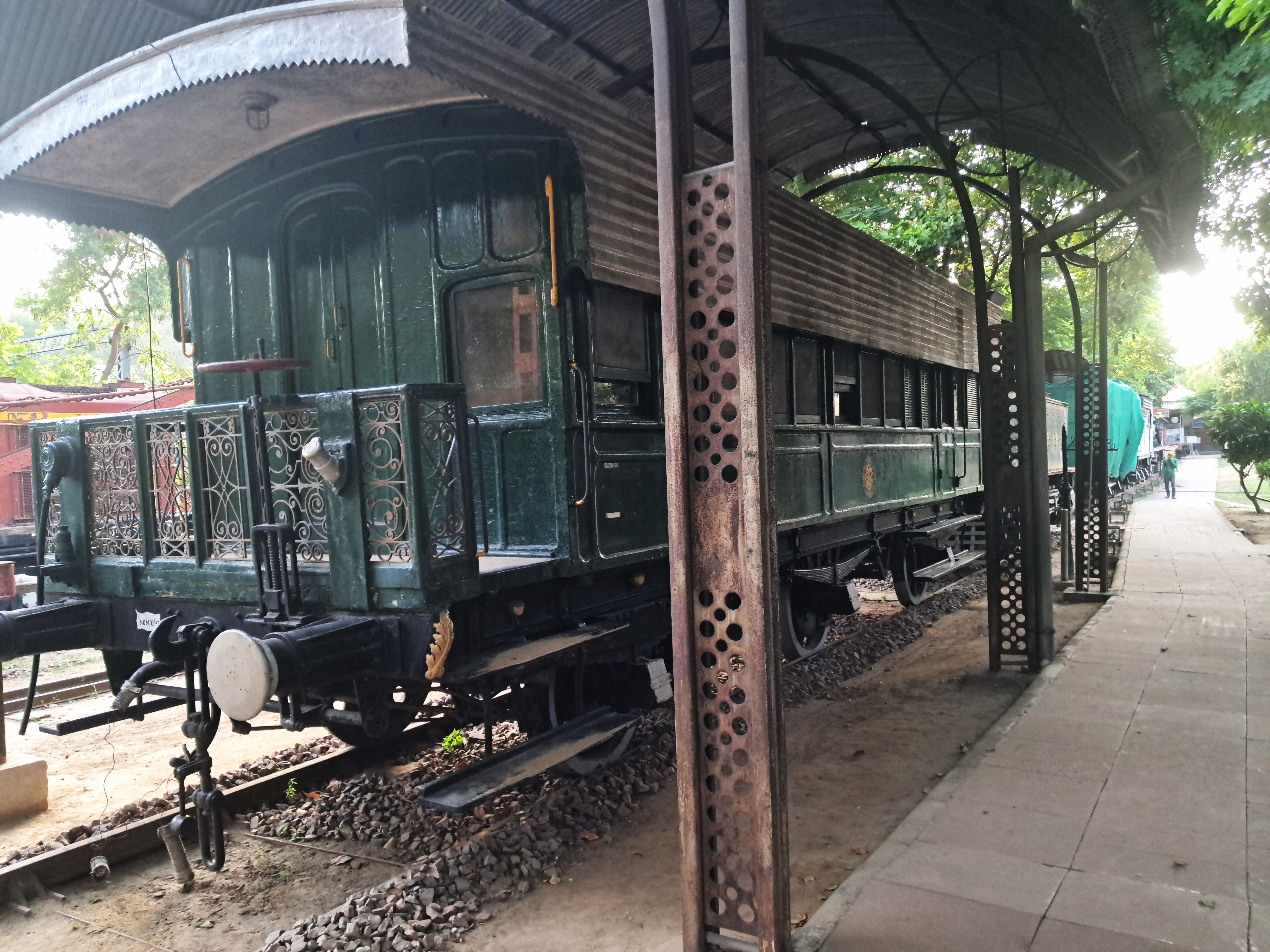
Vagone della Ferrovia statale di Baroda dei Gaekwar.
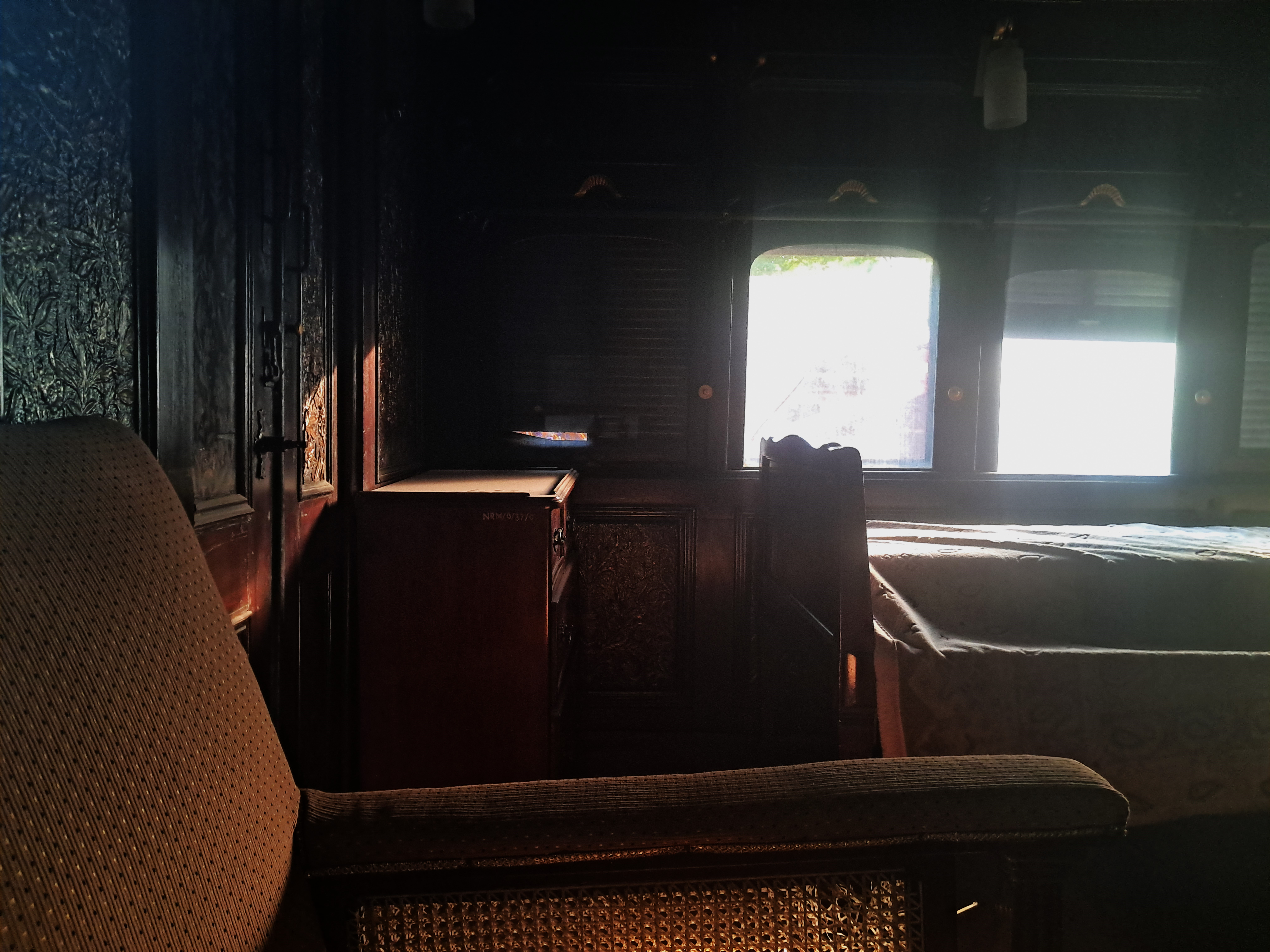
Interno di vagone della Ferrovia statale di Baroda dei Gaekwar.
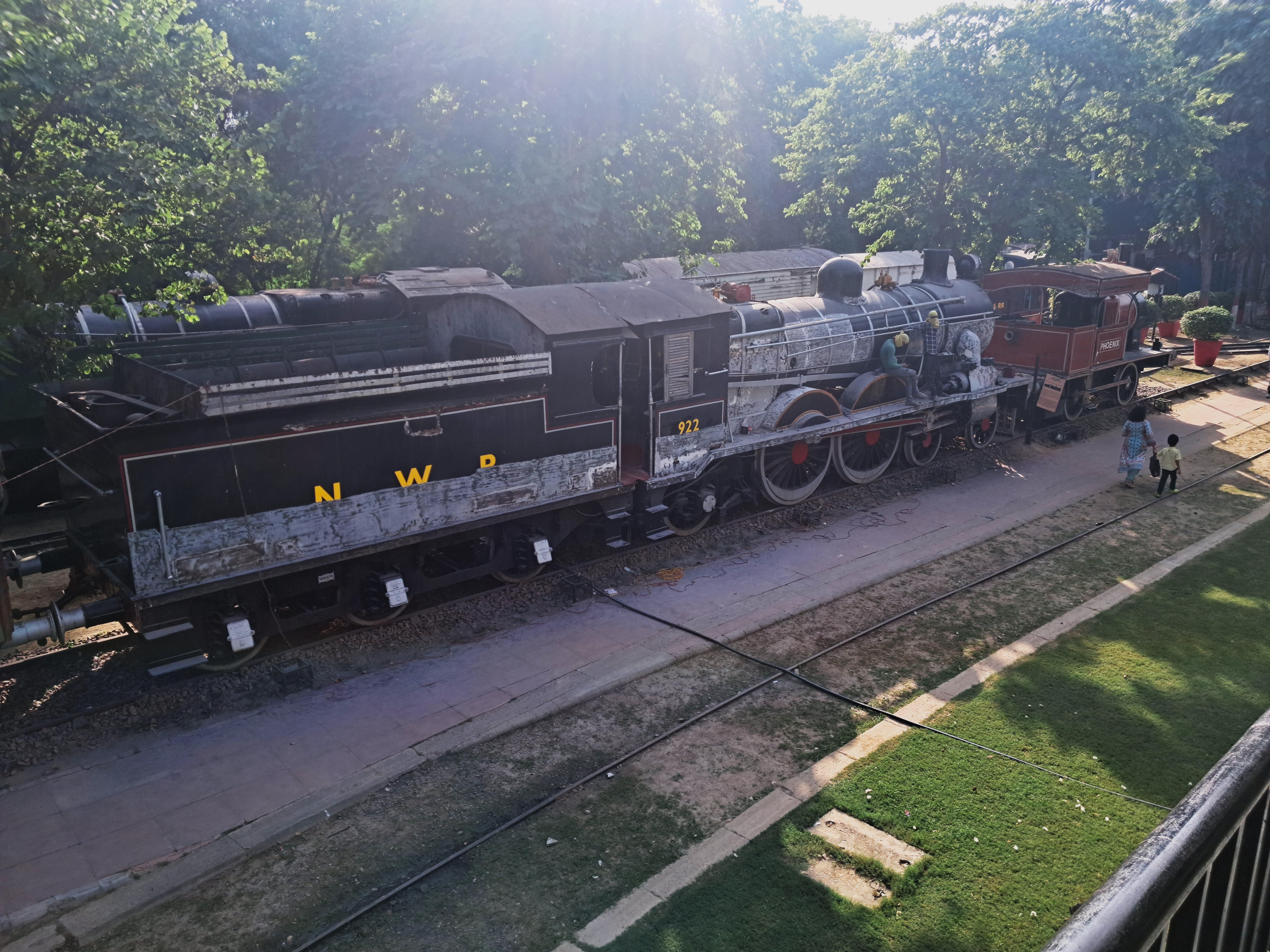
Lavori di restauro.